# Mistrzostwa Oceanii w Kolarstwie Szosowym 2022
Mistrzostwa Oceanii w Kolarstwie Szosowym 2022 – zawody mające wyłonić najlepszych kolarzy szosowych Oceanii w sezonie 2022.

## Medaliści

### Mężczyźni

#### Elita
| Konkurencja                              | Złoto        | Srebro     | Brąz             | Źródło |
| ---------------------------------------- | ------------ | ---------- | ---------------- | ------ |
| jazda indywidualna na czas (9 kwietnia)  | Aaron Gate   | Tom Sexton | Michael Freiberg | [ 1 ]  |
| wyścig ze startu wspólnego (10 kwietnia) | James Fouché | Tom Sexton | Zack Gilmore     | [ 2 ]  |

#### U23
| Konkurencja                              | Złoto         | Srebro       | Brąz            | Źródło |
| ---------------------------------------- | ------------- | ------------ | --------------- | ------ |
| jazda indywidualna na czas (9 kwietnia)  | Logan Currie  | Dylan George | Keegan Hornblow | [ 3 ]  |
| wyścig ze startu wspólnego (10 kwietnia) | Brady Gilmore | Dylan George | Matthew Dinham  | [ 2 ]  |

#### Juniorzy
| Konkurencja                              | Złoto             | Srebro          | Brąz              | Źródło |
| ---------------------------------------- | ----------------- | --------------- | ----------------- | ------ |
| jazda indywidualna na czas (9 kwietnia)  | William Eaves     | Tyler Tomkinson | Oscar Chamberlain | [ 4 ]  |
| wyścig ze startu wspólnego (10 kwietnia) | Oscar Chamberlain | Cameron Rogers  | Toby Evans        | [ 2 ]  |

### Kobiety

#### Elita
| Konkurencja                              | Złoto        | Srebro                | Brąz       | Źródło |
| ---------------------------------------- | ------------ | --------------------- | ---------- | ------ |
| jazda indywidualna na czas (9 kwietnia)  | Georgie Howe | Amber Pate            | Anna Davis | [ 5 ]  |
| wyścig ze startu wspólnego (10 kwietnia) | Josie Talbot | Danielle De Francesco | Amber Pate | [ 2 ]  |

#### U23
| Konkurencja                              | Złoto       | Srebro     | Brąz           | Źródło |
| ---------------------------------------- | ----------- | ---------- | -------------- | ------ |
| jazda indywidualna na czas (9 kwietnia)  | Anya Louw   | Kim Cadzow | Alyssa Polites | [ 6 ]  |
| wyścig ze startu wspólnego (10 kwietnia) | Ella Wyllie | Anya Louw  | Annamarie Lipp | [ 2 ]  |

#### Juniorki
| Konkurencja                              | Złoto           | Srebro         | Brąz               | Źródło |
| ---------------------------------------- | --------------- | -------------- | ------------------ | ------ |
| jazda indywidualna na czas (9 kwietnia)  | Isabelle Carnes | Sophie Marr    | Bronte Stewart     | [ 7 ]  |
| wyścig ze startu wspólnego (10 kwietnia) | Belinda Bailey  | Bronte Stewart | Mackenzie Coupland | [ 2 ]  |

## Klasyfikacja medalowa
*   Gospodarz ( Australia)
| Miejsce | Reprezentacja | Złoto | Srebro | Brąz | Razem |
| ------- | ------------- | ----- | ------ | ---- | ----- |
| 1       | Australia*    | 8     | 9      | 9    | 26    |
| 2       | Nowa Zelandia | 4     | 3      | 3    | 10    |
| Razem   | Razem         | 12    | 12     | 12   | 36    |